# Rukuba (peuple)
Pour les articles homonymes, voir Rukuba.
Les Rukuba sont une population d'Afrique de l'Ouest vivant au Nigeria.

## Ethnonymie
Selon les sources et le contexte, on observe plusieurs formes : Bace, Bache, Inchazi, Kuce, Kuche, Pache, Rukubas, Sale.

## Langue
Leur langue est le rukuba (ou ce), une langue bénoué-congolaise.